# Shannon Purser
Shannon Purser (Atlanta, 27 de junho de 1997) é uma atriz norte-americana. Ela é mais conhecida por interpretar Barbara Holland na série televisiva Stranger Things, Ethel Muggs na série Riverdale e Sierra Burgess no filme Sierra Burgess Is a Loser.

## Carreira
Purser fez sua estreia como atriz na série de ficção científica Netflix Stranger Things. Ela retratou a personagem Barbara Holland, uma garota inteligente e sincera, que é a melhor amiga de Nancy Wheeler (Natalia Dyer). Apesar de ela ser apenas uma personagem menor, vários pontos de venda chamaram Barb de um dos seus personagens favoritos.   Este papel trouxe Purser à fama internacional, e ganhou uma indicação de Melhor Atriz Convidada em Série de Drama no  Emmy Award. 
Em 30 de agosto de 2016, foi anunciado que Purser interpretaria Ethel Muggs na série dramática teen da The CW, Riverdale.  Em 7 de setembro de 2016, foi anunciado que Purser teria um papel de apoio na comédia de 2018, Life of the Party . Em janeiro de 2017, foi a sim que ela havia conseguido um papel principal no filme de 2018, Sierra Burgess Is a Loser.  Purser está estrelando atualmente no programa de TV da NBC, Rise como Annabel.

## Filmografia

### Filmes
| Ano  | Título                    | Papel          | Notas        |
| ---- | ------------------------- | -------------- | ------------ |
| 2017 | Wish Upon                 | June Acosta    |              |
| 2018 | Life of the Party         | Connie         |              |
| 2018 | Sierra Burgess Is a Loser | Sierra Burgess | Protagonista |

### Televisão
| Ano       | Title           | Role                   | Notes            |
| --------- | --------------- | ---------------------- | ---------------- |
| 2016–2017 | Stranger Things | Barbara "Barb" Holland | 6 episódios      |
| 2017–2023 | Riverdale       | Ethel Muggs            | Papel recorrente |
| 2018      | Rise            | Annabelle Bowman       |                  |
| 2018      | Final Space     | TBA (voz)              |                  |

## Prêmios e indicações
| Ano  | Prêmio                   | Categoria                                  | Indicação       | Resultado | Ref.  |
| ---- | ------------------------ | ------------------------------------------ | --------------- | --------- | ----- |
| 2017 | Prêmio Emmy do Primetime | Melhor Atriz Convidada numa Série de Drama | Stranger Things | Indicado  | [ 7 ] |